# Nhamundá (ort)
Nhamundá är en ort i delstaten Amazonas i norra Brasilien. Den är huvudort i en kommun med samma namn och folkmängden uppgick till cirka 7 000 invånare vid folkräkningen 2010. Orten är belägen på en ö i Nhamundáfloden, vid gränsen mot delstaten Pará.